# Norops lynchi
Norops lynchi este o specie de șopârle din genul Norops, familia Polychrotidae, descrisă de Miyata 1985. A fost clasificată de IUCN ca specie cu risc scăzut. Conform Catalogue of Life specia Norops lynchi nu are subspecii cunoscute.